# Parmi les fleurs (école poétique)
L'école Parmi les fleurs (chinois : 花间派 ; chinois traditionnel : 花間派 ; pinyin : Huājiān Pai ; Wade : Hua-chien p'ai) est une école de poésie de type lyrique des ci (词). Elle comprend des œuvres qui ont été rassemblées, entre autres, dans l’anthologie Huajian Ji (Recueil parmi les fleurs). Cette école est apparue pendant la dynastie Tang et elle est devenue populaire durant la période du Shu postérieur et celle des  Cinq Dynasties et des Dix Royaumes. Il est généralement admis que Wen Tingyun est le fondateur de cette école et que ses poèmes ont établi les fondements esthétiques de cette école qui va dominer la poésie ci de cette époque. De plus, les œuvres de l’école Parmi les fleurs posent les bases du ci qui sera en vogue pendant la dynastie Song.
Les écrivains de ce genre sont appelés poètes floraux.

## Contexte
Pendant la période des Cinq Dynasties et des Dix Royaumes, la Chine est dans le chaos, divisée et morcelée. La situation politique décadente et corrompue fait s’évanouir tous les idéaux et espoirs et la pensée confucéenne vigoureuse s’estompe progressivement. Dans ce climat politique tendu où les pouvoirs se croisent et s’enchaînent à une vitesse très rapide, l’art du ci connaît un développement important dans le sud de la Chine. En effet, en raison des bouleversements engendrés par les guerres incessantes, les anciens centres culturels comme ceux de Chang'an et Luoyang sont ravagés ce qui oblige des milliers de lettrés à fuir vers d’autres régions, mais principalement vers le sud-est et le pays de Jiangnan (924-963) où les royaumes des Shu et des Tang connaissent une meilleure stabilité politique et économique p. 214. Le ci, qui est d'origine modeste passe de « chanson populaire et se transforme en genre littéraire lorsqu’il est repris par les lettrés » ce qui améliore la qualité des poèmes chantés. En effet, la pratique de composer des paroles de chansons est déjà très répandue à la fin de la dynastie Tang chez les lettrés et lorsque ceux-ci fuient les troubles vers le royaume Shu, ils y apportent également cette pratique.
Au royaume Shu (antérieur et postérieur), les souverains successifs Wang Zongyan (en), Meng Zhixiang et Meng Chang s’adonnent aux plaisirs des sens. Ils passent beaucoup de temps à boire et à se divertir avec les lettrés et les courtisans venus chercher refuge dans leur royaume. Ainsi la « poésie se réfugie dans les cours princières et se cristallise dans une forme, celle des chansons ou des poèmes à chanter, ci ». Ces lettrés et ces réfugiés qui investissent aussi leur vitalité dans leurs désirs sensuels personnels trouvent dans le divertissement une façon de passer le temps et un réconfort pour leur propre vie. Lors de divers banquets et autres amusements, ils composent de nombreuses paroles de chansons décrivant l’apparence et les sentiments des femmes, afin que ces paroles soient mises en musique et chantées. Par le fait même, la pensée littéraire privilégiant le divertissement et le loisir plutôt que l’utilité et l’éducation occupe une position dominante. L’esthétique confucéenne traditionnelle est remplacée par un style lyrique déprimé et subtil, affecté et amer, riche et obscur.
Cette tendance à « décrire une femme s’attristant par amour devient un topos appelé le thème de la rancœur de boudoir  » et, depuis la fin des Tang jusqu’à la période des Cinq Dynasties et des Dix royaumes, le courant dit Parmi les fleurs se crée autour de ce toposp. 216.
L'école de poésie Parmi les fleurs est aussi appelée l’école de Shu parce que la majorité de ses poètes sont du royaume Shu p. 215.
Il faut voir aussi que l’école Parmi les fleurs pose les bases du ci qui sera en vogue pendant la dynastie Song. Cependant, les réalisations artistiques de cette école ont longtemps été considérées par le monde académique comme inférieures au ci de l’époque Song.

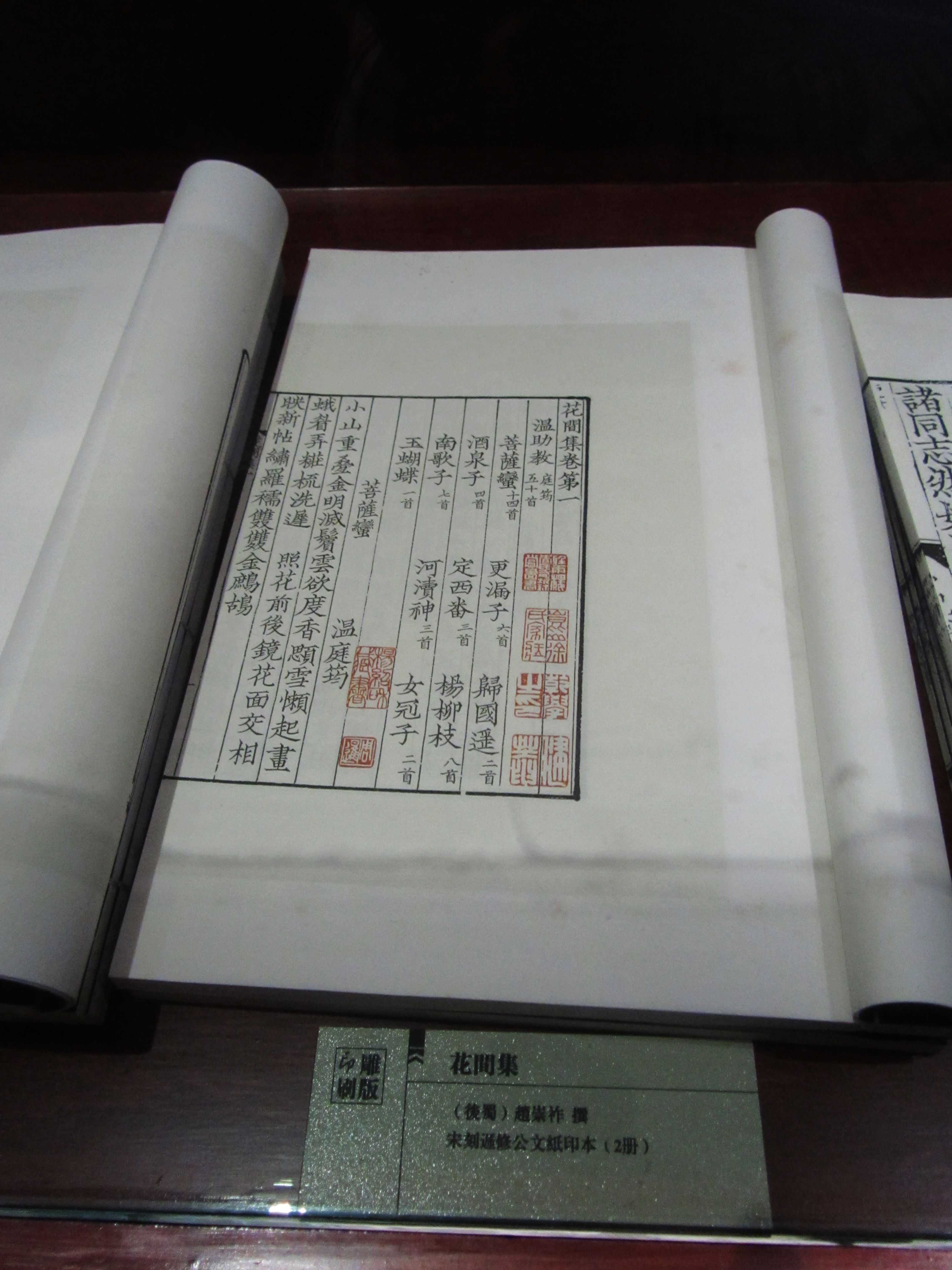
Recueil Parmi les fleurs (Huajian ji), édition de la dynastie Song, conservée au Musée chinois de l’impression sur bois de Yangzhou.

## Origine du nomHuajian(Parmi les fleurs)
Le nom « Huajian » apparaît pour la première fois comme titre d’un recueil de poèmes lyriques ci, compilé en 940 par Zhao Chongzuo, un lettré du royaume de Shu postérieur. Une fois son anthologie terminée, Zhao Chongzuo demande au poète Ouyang Jiong d’en écrire la préface et de lui donner un nom. Et c’est ce dernier qui donne le nom de 花间集 (Huajian Ji) au recueil. Ce nom se traduit en français par Recueil parmi les fleurs, d’où est tiré le nom de l’école poétique Parmi les fleurs.

### Style et thématique descide l’écoleParmi les Fleurs
La plupart des poèmes chantés de cette école partagent un contenu et un style communs : ils utilisent un langage fleuri et des couleurs éclatantes pour décrire la beauté et les parures féminines, le détail et la finesse du décor. Ils expriment des sentiments de nostalgie amoureuse et comportent de fortes allusions sensuelles. Ce genre littéraire tient de la poésie amoureuse où des sujets comme l’intimité des alcôves, la séparation, l’éloignement, l’amour entre jeunes gens, la tristesse des adieux, les plaintes de boudoir et la nostalgie sont récurrents. Ces ci prennent la majorité du temps une voix féminine, même si les auteurs sont masculins. En général, ils sont écrits en deux strophes et le plus souvent en vers irréguliers.

Cependant, il existe aussi d’autres thèmes sortis de « l’alcôve » ou du « boudoir », par exemple ce ci de Sun Guangxian Chaumière aux haies de roses trémières sur l’air de Homme talentueux et galant (风流子) qui décrit le paysage rural d’un village au bord de l’eau au printemps : 

« 茅舍槿篱溪曲, (Chaumière aux haies de roses trémières, au bord d’un ruisseau sinueux,)
鸡犬自南自北… (Poules et chiens vaquent çà et là, du sud au nord…) »

 D’autres poèmes s’écartent aussi de cette tendance érotique, comme une partie des œuvres de Wen Tingyun qui met l’accent sur des émotions intérieures authentiques plutôt que sur une beauté superficielle et ostentatoire.

## Les poètes les plus représentatifs de cette école
Wen Tingyun — reconnu comme le fondateur de l’école poétique dite Parmi les fleurs — et Wei Zhuang sont considérés comme les deux poètes les plus représentatifs de ce courant. Il faut aussi distinguer les noms de Gu Xiong, de Sun Guangxian, de Li Yu. Ce dernier s’est rendu célèbre par son œuvre écrite en exil et remplie d’une grande nostalgie.